# Quesnoy-sur-Deûle
Quesnoy-sur-Deûle là một xã trong vùng Hauts-de-France, thuộc tỉnh Nord, quận Lille, tổng Quesnoy-sur-Deûle. Tọa độ địa lý của xã là 50° 42' vĩ độ bắc, 03° 00' kinh độ đông. Quesnoy-sur-Deûle nằm trên độ cao trung bình là 23 mét trên mực nước biển, có điểm thấp nhất là 12 mét và điểm cao nhất là 21 mét. Xã có diện tích 14,36 km², dân số vào thời điểm 1999 là 6380 người; mật độ dân số là 444 người/km².

## Thông tin nhân khẩu
| 1962  | 1968  | 1975  | 1982  | 1990  | 1999  |
| ----- | ----- | ----- | ----- | ----- | ----- |
| 4 106 | 4 588 | 4 810 | 5 427 | 5 775 | 6 380 |